# Наука (телеканал)
«Наука» — российский круглосуточный телеканал о достижениях науки и техники.

## История
Телеканал «Наука 2.0» начал тестовое вещание 15 февраля 2011, а уже со 2 апреля началось полноценное вещание в кабельных и спутниковых сетях России.
С ноября 2011 года телеканал расширил зону вещания и стал также доступен в Латвии.
В декабре 2011 года на канале появились прямые эфиры, в частности, телеканал вёл прямую трансляцию церемонии вручения Нобелевской премии из Стокгольма.
1 апреля 2016 года телеканал «Наука 2.0» изменил название на «Наука».
С 30 марта 2017 года телеканал начал вещание в формате (16:9) со стереозвуком.

## Инциденты
В 2015 году канал показал псевдонаучный фильм «Тайны биополя. За пределами физической оболочки. Аура. Божественный дух». Впоследствии фильм был удалён, а канал заявил, что он был показан по ошибке.

## Награды и премии
Сам телеканал, а также его передачи и проекты неоднократно удостаивались различных премий и наград:
- 2011 — премия «Золотой луч» телеканалу «Наука 2.0». Специальный приз «За развитие спутникового вещания в России»[12].
- 2011 — Всероссийский конкурс журналистских работ «PRO Образование — 2011» Министерства образования и науки Российской Федерации. Победа в номинации «Лучшая телепрограмма о науке» за цикл научно-популярных фильмов «ЕХперименты» Антона Войцеховского[13].
- 2012 — премия «Золотой луч» телеканалу «Наука 2.0». Номинация «Дизайн и стиль телеканала»[14][15].
- 2012 — Национальная премия в области многоканального цифрового ТВ «Большая цифра» телеканалу «Наука 2.0» в номинации «Лучший документально-познавательный канал»[16].
- 2013 — VII Международный фестиваль телевизионных программ и фильмов «Вечный огонь». Победа в номинации «Лучшая авторская работа» за программу «Поисковики», подготовленную в рамках телевизионного цикла «Опыты дилетанта» телеканала «Наука 2.0»[17].
- 2013 — премия AIB Media Excellence Awards[англ.] в номинации «Лучшая программа о науке» за фильм «Вертолёты» из цикла «eXперименты с Антоном Войцеховским» телеканала «Наука»[18][19].
- 2013 — V телефестиваль научно-образовательных и просветительских программ «Разум. XXI век» победа в номинации «За лучший научно-популярный фильм, познавательную, просветительскую программу» за передачу «Агрессивная среда. Аллергия» (телеканал «Наука 2.0»)[20].
- 2016 — II Всероссийская премия «За верность науке» Министерства образования и науки Российской Федерации. Номинация «Лучшая телевизионная программа о науке» за программу «Вопрос науки» телеканала «Наука 2.0»[21]
- 2017 — Золотая медаль Российской академии наук телеканалу «Наука» «за популяризацию научных знаний, достижений и открытий»[22].
- 2017 — Национальная премия в области многоканального цифрового ТВ «Большая цифра» в номинации «Лучшая документально-познавательная программа» за передачу «Агрессивная среда» телеканала «Наука»[23].
- 2018 — гран-при XXII Международного экологического телефестиваля «Спасти и сохранить» за научно-популярный фильм «Жизнь с бактериями»[24].
- 2019 — премия «Золотой луч» телеканалу телеканалу «Наука» в номинации «Научно-популярный канал», а ведущий телеканала Алексей Егоров одержал победу в номинации «Лучший телеведущий»[25].
- 2019 — IX Всероссийский конкурс журналистики Tech in Media. Телеканал «Наука» победил в номинации «Лучшая передача, телевизионный или радиосюжет» с проектом «Искусственный разум. Фильм 1»[26].